# Коефіцієнт зволоження
Коефіцієнт зволо́ження — відношення річної кількості опадів до випаровуваності за той самий період. Є одним з головних кліматичних показників і вказує на посушливість, чи навпаки — вологість клімату. Якщо коефіцієнт зволоження більший, то клімат вологіший, а якщо менший — то сухіший. Якщо кількість опадів і випаровуваність збігаються, то коефіцієнт дорівнює одиниці. Слід враховувати, що при розрахунках береться потенційна випаровуваність, а не реальна, оскільки частина опадів зазвичай не випаровується, а просочується під землю, стікає річками тощо.
Вперше визначений В. В. Докучаєвим, доопрацьований Г. Н. Висоцьким та Н. М. Івановим. 
Коефіцієнт зволоження за Н. М. Івановим:
Кзв= P/f,
де P — кількість опадів (мм), а f — випаровуваність за цей же період, максимально можливе випаровування за даних температурних умов, не обмежене запасами вологи, зазвичай з поверхні водойм (%).
Розрахунок випаровуваності проводиться за Н. М. Івановим:
E = 0,018*(t + 25)2*(100 — R), 
де t — середня температура за період (°C/рік), R — середня відносна вологість (%).
За класифікацією Н. М. Іванова, Кзв вказує на природні зони: напівпустелі — 0,5; сухий степ — 0,5-0,8; степ — 0,8-1; лісостеп — 1-1,2; лісова зона — понад 1,3.
Незважаючи на абстрактність цього показника та наявність багатьох факторів, що впливають на реальну вологість клімату, кількість опадів та середні температура й вологість повітря є основними показниками, і загалом розташування природних зон справді узгоджується з цими показниками. Цікаво, що співвідношення опадів і випаровуваності, яке відображає коефіцієнт зволоження, впливає на природні екосистеми більше, ніж абсолютна кількість опадів сама по собі. Наприклад, середня кількість опадів у тропічних пустелях зіставна з такою ж у північній тайзі. І навпаки, опадів на Волині випадає менше, ніж у багатьох посушливих районах Індії.